# Centromerus desmeti
Centromerus desmeti är en spindelart som beskrevs av Robert Bosmans 1986. Centromerus desmeti ingår i släktet Centromerus och familjen täckvävarspindlar. Inga underarter finns listade i Catalogue of Life.